# Chimo (groupe)
Pour les articles homonymes, voir Chimo.
Chimo (チャイモ) est un groupe féminin d’idoles japonaises originaires de la préfecture d'Oita, formé en 2007 et actuellement composé de 6 membres dont la leader Riko.
Il s'agit d'un groupe-sœur du groupe Niimo et est produit par l'agence Little Box Chime Entertainment. Les membres se produisent régulièrement au Chimo Café.
Chimo est l’acronyme de « Challenge (Change, Chance) In My Oita ».

## Histoire
Initialement, les filles devaient quitter le groupe d’idoles après avoir fini leurs études au lycée, mais cette règle a été abolie en 2012.
Malgré sa formation en 2007, ce n'est que le 14 mars 2010 que le groupe commence ses activités en sortant à cette date son premier single We Are C･H･I･M･O Yeah!! / Best★Friend.
Misa Eto et Seira Hatanaka ont démissionné en 2011 pour rejoindre le groupe Nogizaka46.
Nonoko a effectué sa graduation en décembre 2013 afin de rejoindre le groupe féminin Galette.

## Membres du groupe

### Membres actuels
- Akane (あかね)
- Rio (りお)
- Riko (りこ)
- Yuuka (ゆうか)
- Ami (あみ)
- Mio (みお)

### Ex-membres
- Misaki (みさき)
- Sakicharu (さきちゃる)
- Makoncho (まこんちょ)
- Izumi (いづみ)
- Ran (らん)
- Yuria (ゆりあ)
- Misa Eto (衛藤美彩)
- Seira Hatanaka (畠中清羅)
- Riho (りほ)
- Haruka (はるか)
- Nonoko (ののこ)
- Ayaka (あやか)
- Monika (もにか)
- Rina (りな)
- Momoko (ももこ)

## Discographie
| 1       | 18 mai 2011      | Watashitachi Chimo Desu                   | わたしたちちゃいもです                |  |
| Singles |                  |                                           |                                       |  |
| 1       | 14 mars 2010     | We Are C･H･I･M･O Yeah!! / Best Friend     | We Are C･H･I･M･O Yeah!! / Best★Friend |  |
| 2       | 14 mars 2010     | Seishun Survivor                          | 青春サバイバー                        |  |
| 3       | 18 mars 2012     | Koi no Doki Gaku Setsumei / 1009% Chimode | 恋のドキ学説明 / 1009% Chimode        |  |
| 4       | 22 août 2012     | Nachu                                     | なチュ                                |  |
| 5       | 7 août 2013      | Onsoku Seito Techō                        | 音速生徒手帳                          |  |
| 6       | 13 novembre 2013 | Bakushin Happinest                        | 爆進ハピネスト                        |  |